# MAPKAPK2
MAPKAPK2 (англ. Mitogen-activated protein kinase-activated protein kinase 2) – білок, який кодується однойменним геном, розташованим у людей на короткому плечі 1-ї хромосоми.  Довжина поліпептидного ланцюга білка становить 400 амінокислот, а молекулярна маса — 45 568.
| 10         |  | 20         |  | 30         |  | 40         |  | 50         |
| ---------- |  | ---------- |  | ---------- |  | ---------- |  | ---------- |
| MLSNSQGQSP |  | PVPFPAPAPP |  | PQPPTPALPH |  | PPAQPPPPPP |  | QQFPQFHVKS |
| GLQIKKNAII |  | DDYKVTSQVL |  | GLGINGKVLQ |  | IFNKRTQEKF |  | ALKMLQDCPK |
| ARREVELHWR |  | ASQCPHIVRI |  | VDVYENLYAG |  | RKCLLIVMEC |  | LDGGELFSRI |
| QDRGDQAFTE |  | REASEIMKSI |  | GEAIQYLHSI |  | NIAHRDVKPE |  | NLLYTSKRPN |
| AILKLTDFGF |  | AKETTSHNSL |  | TTPCYTPYYV |  | APEVLGPEKY |  | DKSCDMWSLG |
| VIMYILLCGY |  | PPFYSNHGLA |  | ISPGMKTRIR |  | MGQYEFPNPE |  | WSEVSEEVKM |
| LIRNLLKTEP |  | TQRMTITEFM |  | NHPWIMQSTK |  | VPQTPLHTSR |  | VLKEDKERWE |
| DVKEEMTSAL |  | ATMRVDYEQI |  | KIKKIEDASN |  | PLLLKRRKKA |  | RALEAAALAH |
|            |  |            |  |            |  |            |  |            |

A: Аланін

C: Цистеїн

D: Аспарагінова кислота

E: Глутамінова кислота

F: Фенілаланін

G: Гліцин

H: Гістидин

I: Ізолейцин

K: Лізин

L: Лейцин

M: Метіонін

N: Аспарагін

P: Пролін

Q: Глутамін

R: Аргінін

S: Серин

T: Треонін

V: Валін

W: Триптофан

Кодований геном білок за функціями належить до трансфераз, кіназ, серин/треонінових протеїнкіназ, фосфопротеїнів. 
Задіяний у таких біологічних процесах як пошкодження ДНК, поліморфізм. 
Білок має сайт для зв'язування з АТФ, нуклеотидами. 
Локалізований у цитоплазмі, ядрі.